# 홍북중학교
홍북중학교(洪北中學校)는 충청남도 홍성군에 있는 공립 중학교이다.

## 학교 연혁
- 2025년 3월 1일 : 홍북중학교 개교
- 2025년 3월 1일 : 제1대 이정희 교장 취임
- 2025년 3월 4일 : 재1회 입학식(277명)